# Astragalus ghashghaicus
Astragalus ghashghaicus es una especie de planta del género Astragalus, de la familia de las leguminosas, orden Fabales.

## Distribución
Astragalus ghashghaicus se distribuye por Irán.

## Taxonomía
Fue descrita científicamente por S. Tietz & S. Zarre M. Fue publicada en Sendtnera 1: 261 (1993).